# Puchero de hinojos

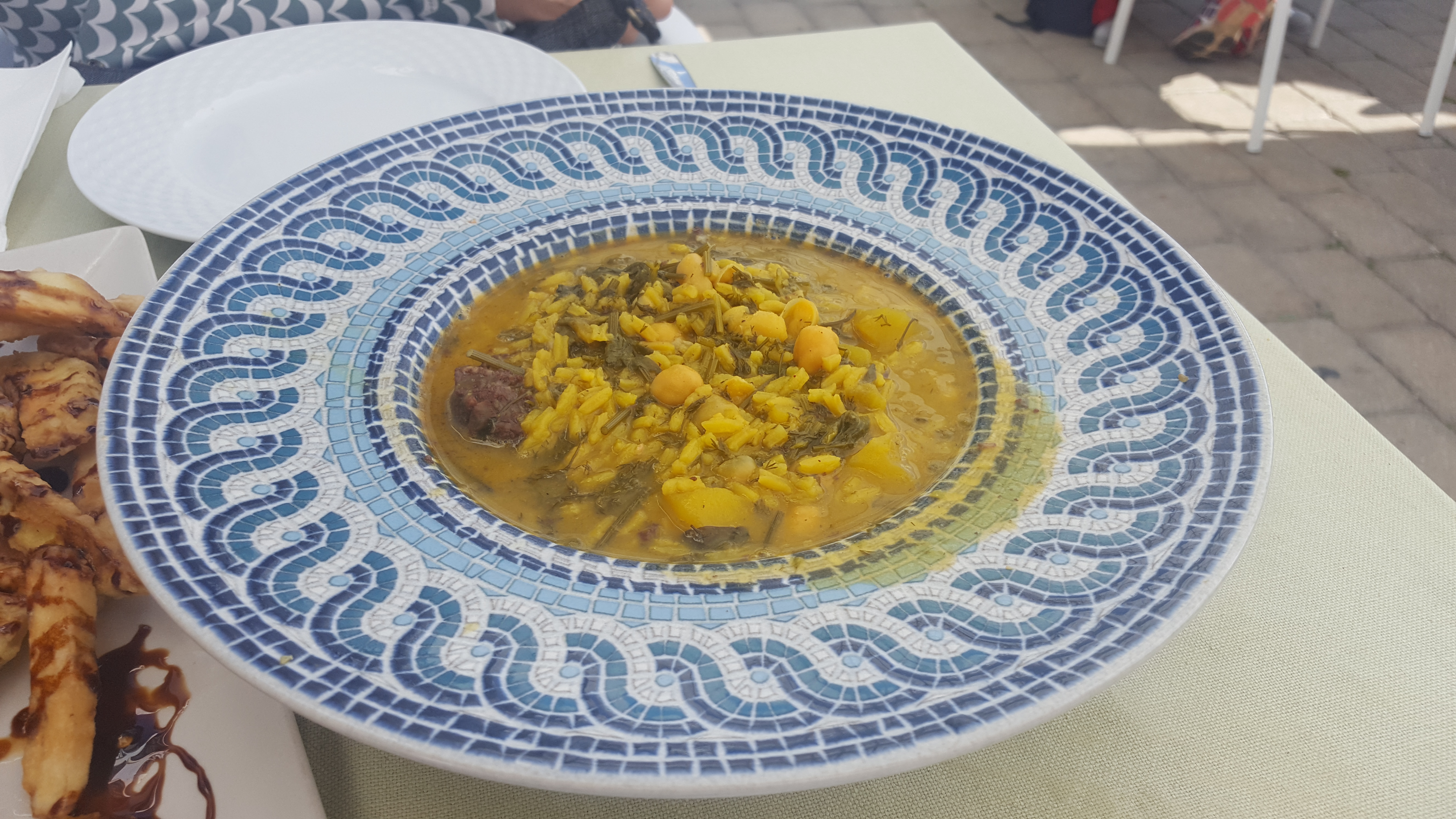
Puchero de hinojos o potaje en este caso de garbanzos, Frigiliana, Málaga, España

El Puchero de hinojos (denominado también potaje de hinojos) es una especialidad de la cocina granadina y malagueña, que consiste en un cocido de judías blancas aromatizado con hinojo (Foeniculum vulgare Miller) que se sirve con diferentes carnes de cerdo. Es un potaje que se sirve caliente a los comensales. 

## Características
La característica principal de este potaje es la aromatización que proporciona el hinojo. De sabor y olor anisado. La temporada de recolección del hinojo va de los meses de enero a marzo en los montes mediterráneos. Se suelen añadir tras una hora de cocción. Se elabora como todos los cocidos con carnes de cerdo diversas. Se añaden igualmente embutidos (generalmente morcillas), carnes magras, hueso de jamón, la costillas, aves, etc. Se suele añadir una cierta cantidad de arroz que proporciona espesor al caldo. La legumbre a utilizar suele ser la alubia blanca en el caso de la provincia de Granada, y garbanzos en el caso de la malagueña. 